# Philippe Sands
Philippe Joseph Sands, né le 17 octobre 1960 à Londres, est un écrivain et avocat franco-britannique. Il est professeur de droit et directeur du Centre on International Courts and Tribunals à l'University College de Londres. Spécialiste de droit international, il intervient comme conseil et avocat devant de nombreuses cours et tribunaux internationaux, notamment la Cour internationale de Justice, le Tribunal international du droit de la mer, la Cour européenne de Justice, la Cour européenne des droits de l'homme et la Cour pénale internationale.
Il fait également partie du panel d'arbitres du Centre international pour le règlement des différends relatifs aux investissements (CIRDI) et du Tribunal arbitral du sport (TAS).
Il est par ailleurs l'auteur de nombreux ouvrages sur le droit international, dont Lawless World (2005) et Torture Team (2008). Son livre Retour à Lemberg (2016) a reçu de nombreux prix, dont le prix Baillie Gifford 2016 pour la non-fiction, et a été traduit en 24 langues. Ses derniers livres sont La Filière (2020) sur Otto Wächter et La Dernière colonie (2022) sur l'archipel des Chagos.

## Biographie

### Enfance et études
Philippe Sands naît en 1960 d'une mère française et d'un père britannique, tous deux d'origine juive. Il grandit dans le nord de Londres dans une famille de la classe moyenne, son père est dentiste et sa mère tient un commerce de livres anciens.
Il fait ses études à l'University College School à Hampstead et étudie le droit au Corpus Christi College de Cambridge. Après avoir terminé ses études de troisième cycle à Cambridge, il passe un an en tant que chercheur invité à la faculté de droit de Harvard.

### Carrière académique
De 1984 à 1988, Philippe Sands est chercheur au St Catharine's College de Cambridge et au Centre de recherche sur le droit international de l'Université de Cambridge (aujourd'hui le Lauterpacht Centre for International Law). Il a également occupé des postes universitaires au King's College de Londres (1988-1993) et à la School of Oriental and African Studies (1993-2001).
Il est professeur international de droit à la faculté de droit de l'université de New York (1993-2003) et occupe des postes de professeur invité à Paris I (Panthéon-Sorbonne), à l'université de Melbourne, à l'Institut de hautes études internationales et du développement, à l'université de l'Indiana à Bloomington, à l'université de Toronto, à la faculté de droit du Boston College et à l'université de Lviv.
Depuis 2002, il est professeur de droit et directeur du Centre sur les cours et tribunaux internationaux ainsi que membre du Centre pour le droit et l'environnement de l'University College de Londres. Ses domaines d'enseignement comprennent le droit international public, le règlement des différends internationaux et le droit de l'environnement. En 2019, il est nommé à la chaire de droit Samuel et Judith Pisar (Samuel and Judith Pisar Professorship of Law) de la faculté de droit de Harvard.
Il est le cofondateur du Center for International Environmental Law, en 1989, et du Project on International Courts and Tribunals, en 1997.

### Carrière juridique
Philippe Sands est admis au Barreau d'Angleterre et du Pays de Galles en 1985. En 2000, il est membre fondateur de Matrix Chambers (un ensemble de cabinets d'avocats spécialisés dans les affaires de droits de l'homme) et est nommé Conseiller du roi en 2003. Il a été élu conseiller du Middle Temple en 2009. Il rejoint le Kings' Bench Walk le 1er octobre 2022.
Philippe Sands est conseiller et défenseur dans des affaires couvrant un large éventail de domaines, notamment :
- des conflits liés aux frontières maritimes (dans les océans Caraïbes, Atlantique et Pacifique) ;
- des réclamations relatives aux ressources naturelles, à la pollution et à l'évaluation environnementale ;
- des différends commerciaux internationaux ;
- des questions liées à l’immunité des chefs d’État en exercice ou d'anciens chefs d’État devant des tribunaux nationaux et internationaux ;
- des réclamations au titre de la Convention des Nations Unies sur le droit de la mer ;
- des plaintes liées au recours à la force, aux accusations de torture, de génocide et d'autres violations des droits de l'homme ;
- des plaintes liées à des violations du droit pénal international.

Il est également conseil dans plus de deux douzaines d'affaires devant la Cour internationale de justice, dont un avis consultatif « sur les armes nucléaires » (conseil des Îles Salomon), sur le différend Géorgie c. Russie (conseil de la Géorgie), sur « la chasse à la baleine dans l'Antarctique » (conseil de l'Australie), sur « les conséquences juridiques de la séparation de l'archipel des Chagos de Maurice en 1965 » et sur « l'application de la Convention sur le génocide pour la prévention et la répression du crime de génocide » (conseil de la Gambie). Il a également été mandaté dans des arbitrages interétatiques, notamment l'arbitrage sur la « zone marine protégée des Chagos » (conseil pour Maurice) et le différend entre les Philippines et la Chine sur le juridiction maritime dans la mer de Chine méridionale (conseil pour les Philippines).
Avant d'être nommé arbitre CIRDI (depuis 2007), Philippe Sands est conseil dans le cadre du CIRDI et d'autres affaires d'investissement (notamment Tradex, Waste Management et Vivendi ). Il siège aussi comme arbitre dans les litiges en matière d'investissement et dans les litiges sportifs (TAS).
En 2005, son livre Lawless World précipite le débat juridique et public au Royaume-Uni sur la légalité de la guerre en Irak de 2003. Le livre aborde une série de sujets, notamment le procès Pinochet à Londres, la création de la Cour pénale internationale, la guerre contre le terrorisme et l'établissement du camp de détention de Guantánamo Bay. Dans la deuxième édition du livre (2006), Sands révèle que le Premier ministre britannique de l'époque, Tony Blair, a déclaré au président George W. Bush qu'il soutiendrait les projets américains d'invasion de l'Irak avant même de demander un avis juridique sur la légalité de l'invasion. Il dévoile notamment un mémorandum daté du 31 janvier 2003 décrivant une réunion de deux heures entre Blair et Bush, au cours de laquelle Bush discute de la possibilité d'attirer les forces de Saddam Hussein pour qu'elles abattent un avion de reconnaissance Lockheed U-2, un acte qui pourrait amener l'Irak à être en violation des résolutions du Conseil de sécurité de l’ONU. Le mémorandum révélait que Blair avait déclaré à Bush qu'il soutiendrait les projets américains d'entrer en guerre contre l'Irak même en l'absence d'une deuxième résolution du Conseil de sécurité de l'ONU. Sands a dès lors soutenu qu'il n'y avait aucune base en droit international pour une action militaire en Irak.
Son livre Torture Team, publié en 2008, expose en détail le rôle des avocats de l'administration Bush dans l'autorisation de la torture (y compris les dites « techniques d'interrogatoire améliorées » à Guantánamo Bay). À la suite de ce travail, Sands est invité à témoigner oralement et par écrit devant les parlements britannique et néerlandais, ainsi que devant la Chambre des représentants et le Sénat américains.
Le 17 septembre 2015, Philippe Sands donne une conférence publique à la Cour suprême du Royaume-Uni intitulée « Changement climatique et état de droit : décider de l'avenir du droit international ». Il exprime l'opinion selon laquelle une décision d'un organe judiciaire international, tel que la Cour internationale de justice, pourrait aider à résoudre le différend scientifique sur le changement climatique, faire autorité et être juridiquement déterminante.
En décembre 2015, Sands et deux collègues de la Matrix Chambers rédigent un avis juridique sur la légalité des ventes d'armes du Royaume-Uni à l'Arabie saoudite pour Amnesty International, Oxfam et Saferworld. L'avis conclut qu'en autorisant le transfert d'armes vers l'Arabie saoudite, le gouvernement britannique a agi en violation de ses obligations en vertu du Traité sur le commerce des armes, de la position commune de l'UE sur les exportations d'armes et des critères adoptés par le Royaume-Uni sur les exportations d'armes.
Le 16 avril 2018, Sands co-écrit un article dans The Times dans lequel il est avancé que le Royaume-Uni n'avait aucune base juridique établie pour les frappes de missiles de 2018 contre la Syrie.
En novembre 2020, un panel d'avocats internationaux présidé par Sands et Florence Mumba commence à rédiger un projet de loi criminalisant l'écocide, la destruction des écosystèmes.

### Vie privée
Philippe Sands vit dans le nord de Londres avec sa femme et ses trois enfants. Dans une interview accordée au Guardian en 2016, il affirme : « Je veux être traité comme un individu, et non comme un britannique, un londonien ou un juif. »

## Textes, théâtre et cinéma
Sands est un contributeur régulier au Financial Times et au Guardian et un contributeur occasionnel à la London Review of Books et à Vanity Fair.
Il commente fréquemment des questions de droit international et participe aux programmes de la BBC, de Sky News, de CNN, d'Al Jazeera et des stations de radio et de télévision nationales du monde entier.
Son œuvre écrite a servi de base à quatre productions scéniques explorant l’impact public et historique du droit international :
- Called to Account, une enquête sur les questions juridiques entourant la guerre en Irak (mise en scène et réalisée au Tricycle Theatre en avril 2007)[26] ;
- Lectures de Torture Team (données au Tricycle Theatre en 2009[27] au Hay Festival en 2010[28], et au Long Wharf Theatre en 2011)[29] ;
- A Song of Good and Evil (joué au Purcell Room de South Bank les 29 et 30 novembre 2014[30], au Berwaldhallen de Stockholm le 14 janvier 2015[31], à la Salle d'audience 600 de Nuremberg à l'invitation du gouvernement allemand pour marquer le 70e anniversaire de la journée d'ouverture du procès de Nuremberg le 21 novembre 2015[32] et au Théâtre Olympe de Gouges de Montauban le 28 novembre 2015)[33]. Il a également été joué au Kings Place à Londres[34] et en Australie, à Istanbul, à Bruxelles, à La Haye et à New York.
- La dernière colonie (réalisé en 2022 au Festival d'Avignon[35] et au Edinburgh International Book Festival[36]).

Le livre de Philippe Sands Retour à Lemberg (2016) a été traduit en plus de vingt langues. Il a servi de base au documentaire My Nazi Legacy: What Our Fathers Did réalisé par David Evans et présenté en première en avril 2015 au Tribeca Film Festival. Il est sorti aux États-Unis le 6 novembre 2015 et au Royaume-Uni le 20 novembre 2015.
En 2019, Sands publie une introduction au Procès de Franz Kafka.
En 2020, il publie La Filière, sur la fuite du haut dignitaire nazi Otto Wächter de 1945 à 1949, puis, en 2022, La dernière colonie, sur les Chagos. Ce dernier livre relate qu'une décision secrète a été prise pour offrir aux États-Unis une base à Diego Garcia, créer une nouvelle colonie (le Territoire britannique de l'océan Indien) et déporter l'ensemble de la population locale. Il se base sur la vie de Liseby Elysé, que Sands accompagne comme avocat à la Cour internationale de justice, au sein de la délégation mauricienne.
Philippe Sands siège plusieurs années au conseil d'administration du Tricycle Theatre et est président du English PEN de février 2018 à avril 2023. Il est membre du conseil d'administration du Hay Festival of Arts and Literature.

## Publications

### Général
- Lawless World: America and the Making and Breaking of Global Rules (2005 ; édition arabe en 2007 ; édition farsi en 2008 ; édition chinoise en 2012 ; édition turque à paraître en 2016)
- Torture Team : Le mémo de Rumsfeld et la trahison des valeurs américaines (2008 ; édition française en 2009)
- Retour à Lemberg, Albin Michel, 2017
- My Lviv (2016 ; avec My Lwów de Józef Wittlin, publié sous le titre City of Lions )
- La Filière,  Albin Michel, 2020.
- La Filière, 10 podcasts, Radio France, France culture, 2021[44]
- La dernière colonie, Albin Michel, 2022

### Académique
- Principes du droit international de l'environnement (avec Jacqueline Peel) (1995, 2003, 2012, 2019)
- Droit international et pays en développement : essais en l'honneur de Kamal Hossain ( éd. avec Sharif Bhuiyan et Nico Schrijver) (2014)
- Hersch Lauterpacht, An International Bill of Rights (1945) (éd., avec introduction) (2013)
- Sélection des juges internationaux : principes, processus et politique (avec Kate Malleson, Ruth Mackenzie et Penny Martin) (2010)
- Le Manuel des cours et tribunaux internationaux (éd. avec Ruth Mackenzie, Cesare Romano, Yuval Shany), (2010)
- La loi de Bowett sur les institutions internationales (avec Pierre Klein) (2001, 2009)
- Justice pour les crimes contre l'humanité (éd. avec Mark Lattimer) (2003)
- De Nuremberg à La Haye (éd.) (2003)
- Vers une transformation du droit international : Institutionnaliser le doute (2000)
- Droit de l'environnement, économie et développement durable (éd. avec Richard Stewart et Richard Revesz) (2000)
- La Cour internationale de Justice et les armes nucléaires (éd. avec Laurence Boisson de Chazournes) (1999)
- Écologisation du droit international (éd.) (1993)
- L'Antarctique et l'environnement (éd. avec Joe Verhoeven et Maxwell Bruce) (1992)
- Tchernobyl : droit et communication (1988)

## Prix et récompenses
- 1999 : Médaille Henri Rolin pour contribution au droit international
- 2005 : Prix Elizabeth Haub pour sa contribution au droit de l'environnement
- 2015 : Doctorat honorifique en droit, Université de Lincoln
- 2016 : Prix Baillie Gifford pour Retour à Lemberg [45]
- 2017 : Jewish Quarterly-Wingate Prize pour Retour à Lemberg [46]
- 2017 : Doctorat honorifique en droit, Université d'East Anglia
- 2017 : British Book Awards, livre non-fiction de l'année
- 2017 : Prix du Meilleur Livre Etranger (Sofitel) pour Retour à Lemberg [47]
- 2018 : Prix Montaigne pour Retour à Lemberg [48]
- 2018 : Prix du Livre Européen pour Retour à Lemberg
- 2019 : Doctorat honorifique, Université de Louvain
- 2019 : Prix Annetje Fels-Kupferschmidt
- 2020 :  membre élu, Royal Society of Literature [49]
- 2021 : Grand Commander of the Order of the Star and Key of the Indian Ocean (GCSK)
- 2022 : Doctorat honoris causa en droit, Université de Liège
- 2022 : Doctorat honorifique en théologie, Université de Lund[50]
- 2022 : Doctorat honoris causa en droit, Université Jean Moulin Lyon 3
- 2022 : Académique Honoris Causa, Carta Academica
- 2023 : Prix de la Contre-Allée pour La Dernière Colonie [40]
- 2023 : Élu membre honoraire de la British Academy
- 2023 : Prix RocaJunyent Droit & Société
- 2023 : Prix d'honneur de la librairie autrichienne pour la tolérance dans la pensée et l'action
- 2023 : Doctorat honorifique, Université de Sheffield Hallam